# Gare de Villaines
La gare de Villaines est une halte ferroviaire française de la ligne de Montsoult - Maffliers à Luzarches, située dans la commune de Villaines-sous-Bois (département du Val-d'Oise).
C'est une halte de la Société nationale des chemins de fer français (SNCF) desservie par les trains de la ligne H du Transilien. Elle se situe à 26,8 km de la gare de Paris-Nord.

## Situation ferroviaire
La halte de Villaines est située à l'écart du village, le long de la route départementale 909.
Établie en plaine de France à 122 m d'altitude, elle se situe au point kilométrique 26,773 de la ligne de Montsoult - Maffliers à Luzarches, courte antenne à voie unique de onze kilomètres de long. Elle constitue le premier point d'arrêt de la ligne après Montsoult - Maffliers et précède la gare de Belloy - Saint-Martin.

## Histoire
La ligne Montsoult-Maffliers - Luzarches est mise en service le 1er mai 1880, par la Compagnie des chemins de fer du Nord.
En 2012, 110 voyageurs ont pris le train dans cette gare chaque jour ouvré de la semaine.

## Services voyageurs

### Accueil
Ce point d'arrêt non géré (PANG) se résume à un unique quai situé en rase campagne, dépourvu de bâtiment-voyageurs. Seuls deux abris de quai, un écran d'affichage ainsi qu'une billetterie automatique sont présents. Un parc de stationnement a été aménagé vers les années 2018.

### Desserte
La halte est desservie par les trains de la ligne H du Transilien (réseau Paris-Nord), à raison d'un train par heure en heures creuses, et d'un train à la demi-heure aux heures de pointe.
Les trains sont généralement omnibus de Paris-Nord à Luzarches. Seuls les trains circulant aux heures de pointe sont semi-directs, ne desservant pas les gares d'Écouen - Ézanville, Domont et Bouffémont - Moisselles.
Les trajets sont assurés depuis décembre 2009 par des automotrices de type Z 50000, en remplacement des Z 20500 ou Z 20900. Le temps de trajet est, selon les trains, de 33 à 39 minutes depuis Paris-Nord.

### Intermodalité
La gare est desservie à proximité par les lignes 1304 et 1347 du réseau de bus Haut Val-d'Oise.

## Galerie de photographies

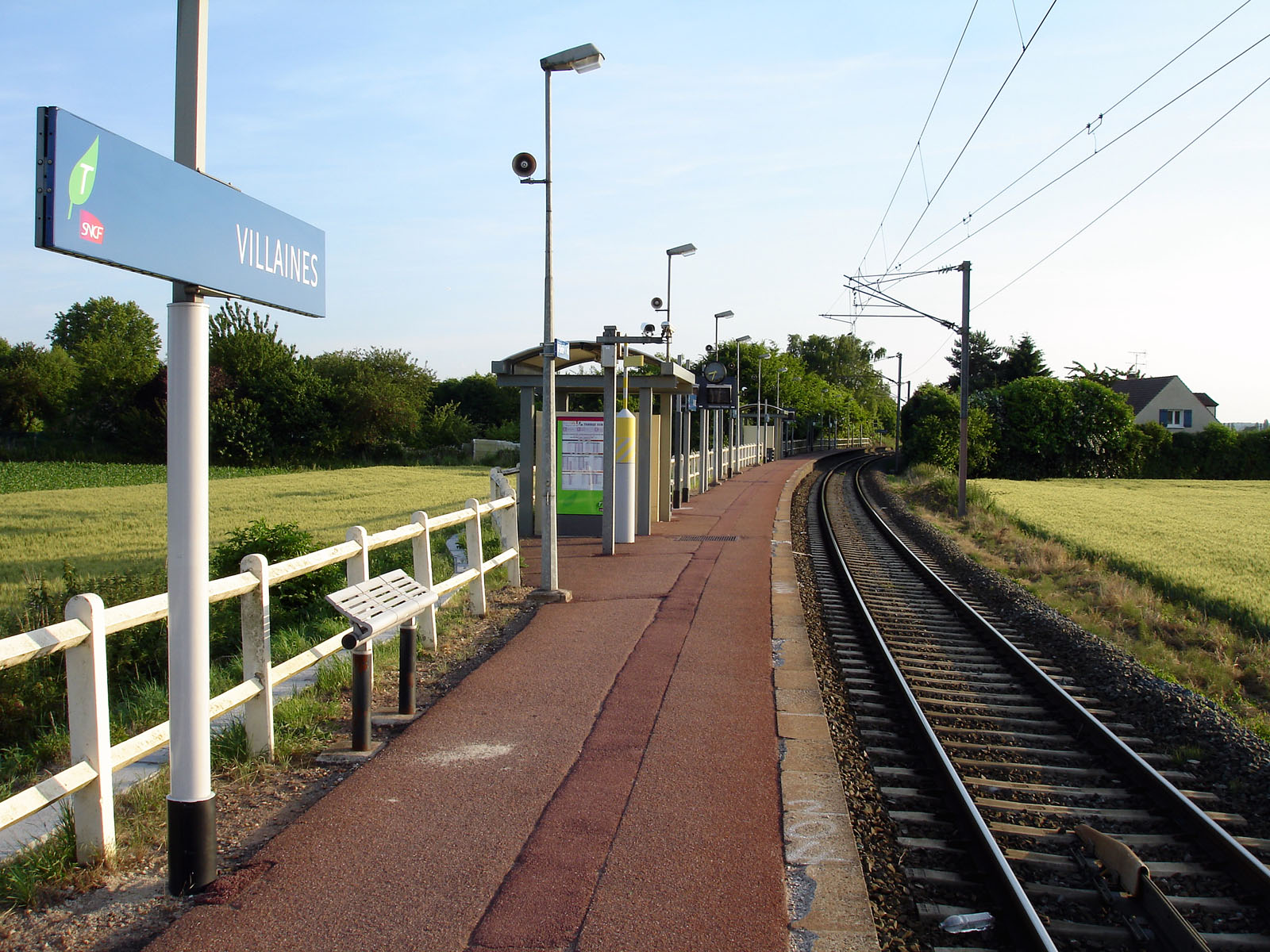
L'unique quai de la halte.
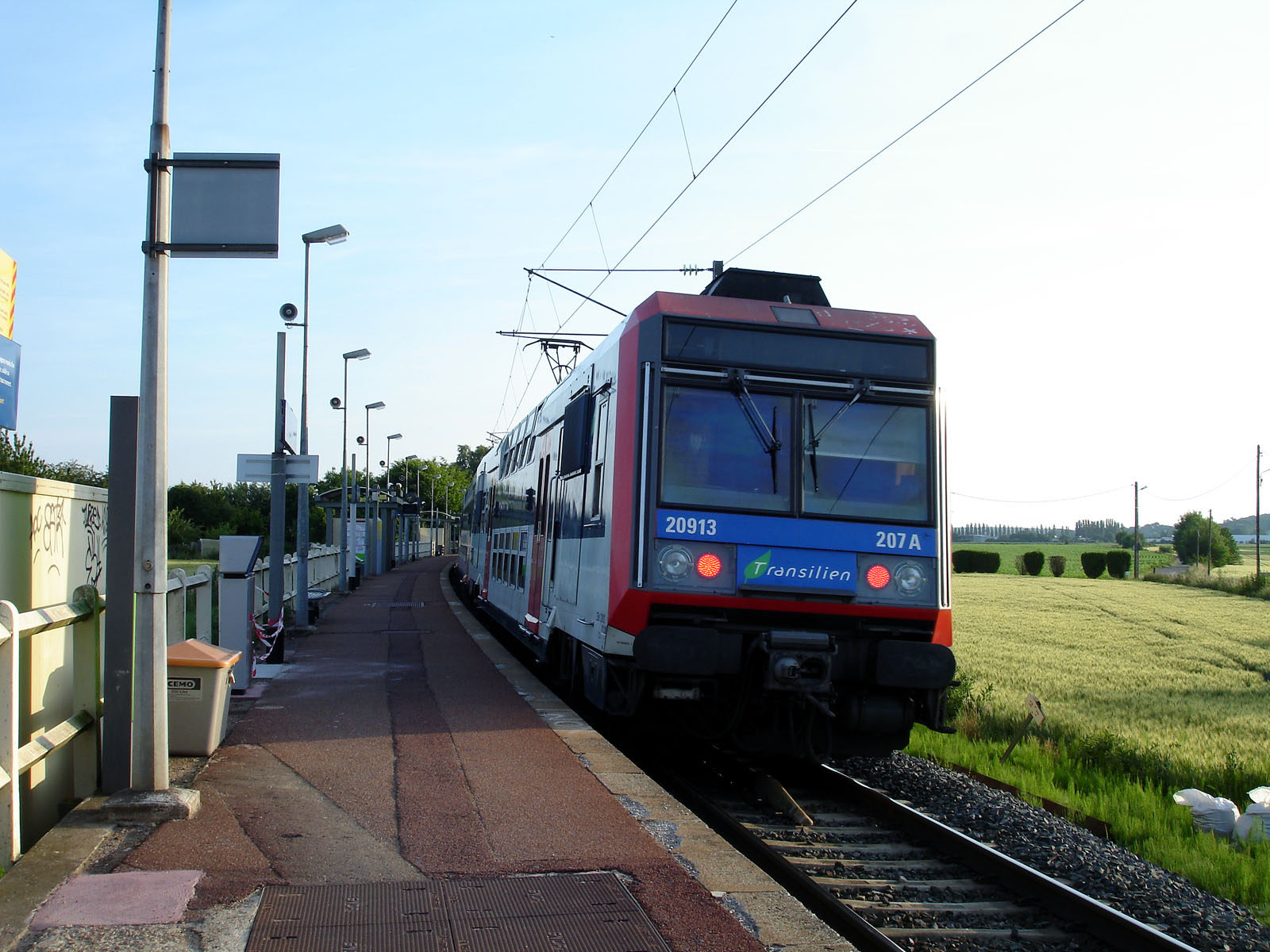
Un élément Z 20900 marque l'arrêt, se dirigeant vers Paris.
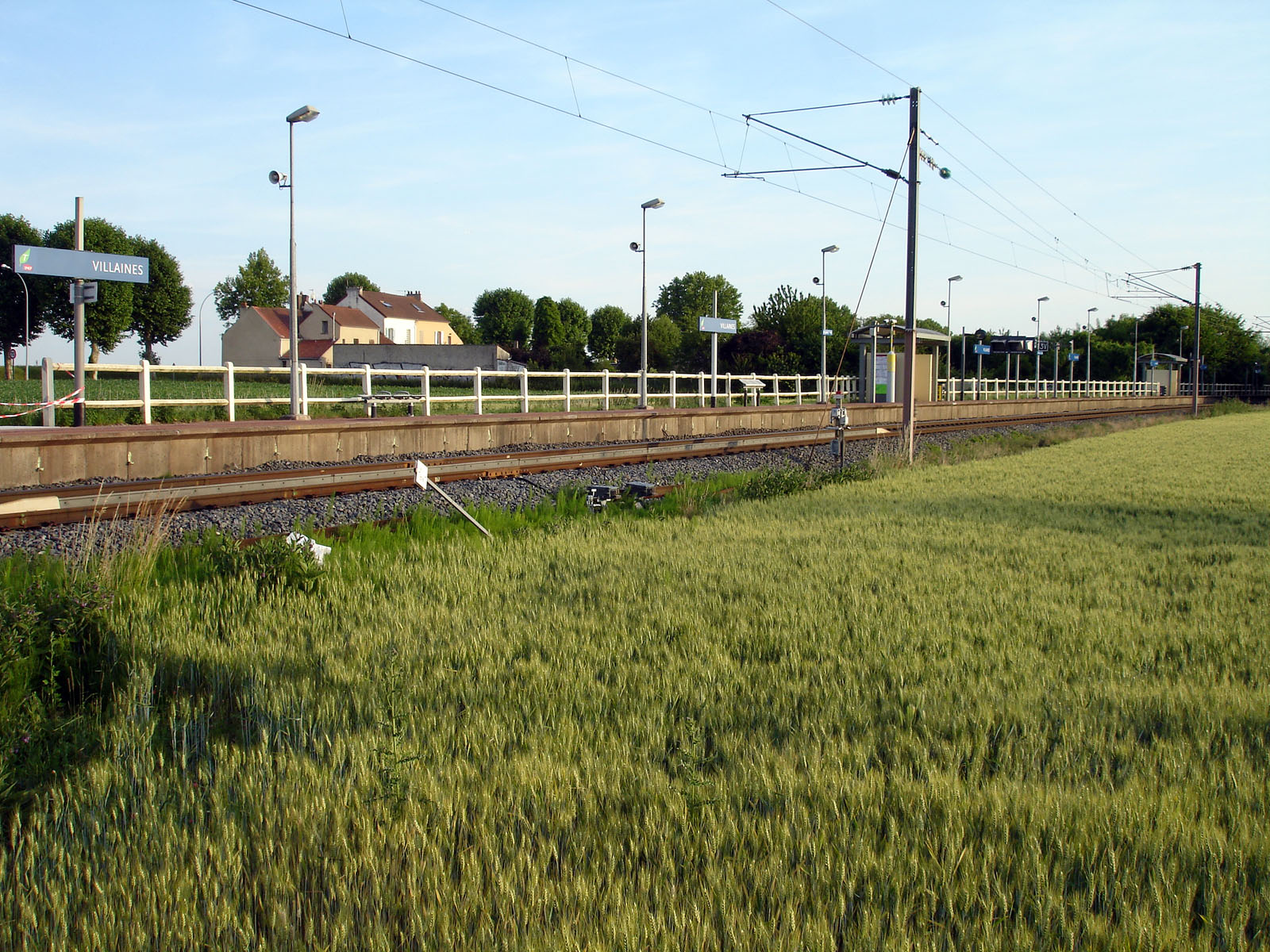
Vue d'ensemble.
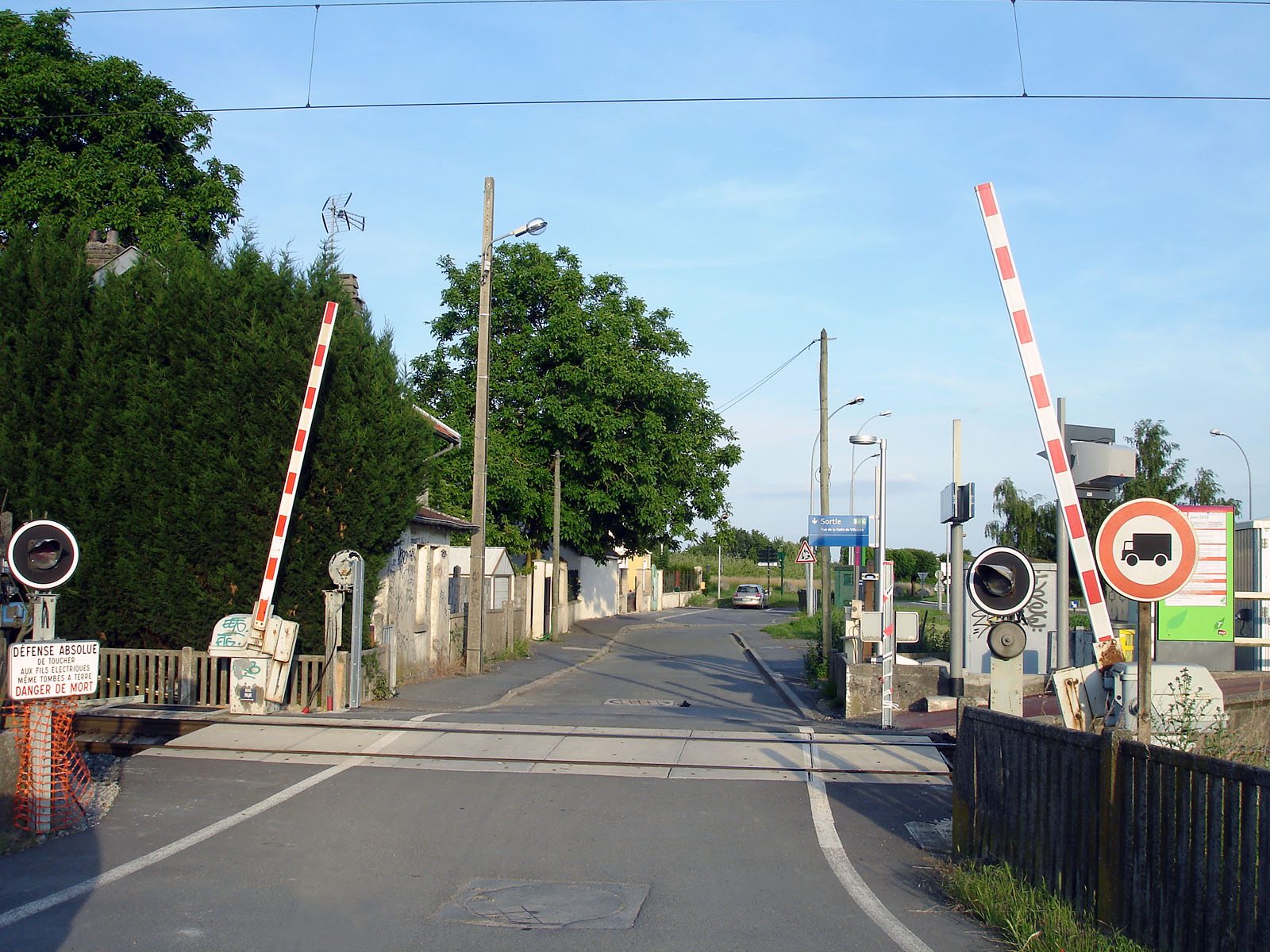
Le passage à niveau.